# BMW i8
BMW i8之初名為未來效能動力車（BMW Concept Vision Efficient Dynamics），是由德國BMW設計的油電混合跑车，2009年9月於德國法蘭克福車展發表。是一輛可插電式油電混合車，內載231匹马力直列三缸渦輪增壓汽油引擎，外加131匹馬力電動馬達，共可提供362匹馬力，0-100km/h加速只需約4.4秒，電子限制的每小時最高速度為250（155.3英里）。

## 物料
輕便的底盤主要用上鋁。在擋風玻璃、車頂、車門和葉子板是用上聚碳酸酯玻璃，車體的風阻係數為0.22。

## 其他
BMW i8曾於湯姆·克魯斯主演的動作電影「不可能的任務：鬼影行動」中出現。
BMW i8曾於2015香港渣打馬拉松擔當官方領航計時車。(全馬項目)

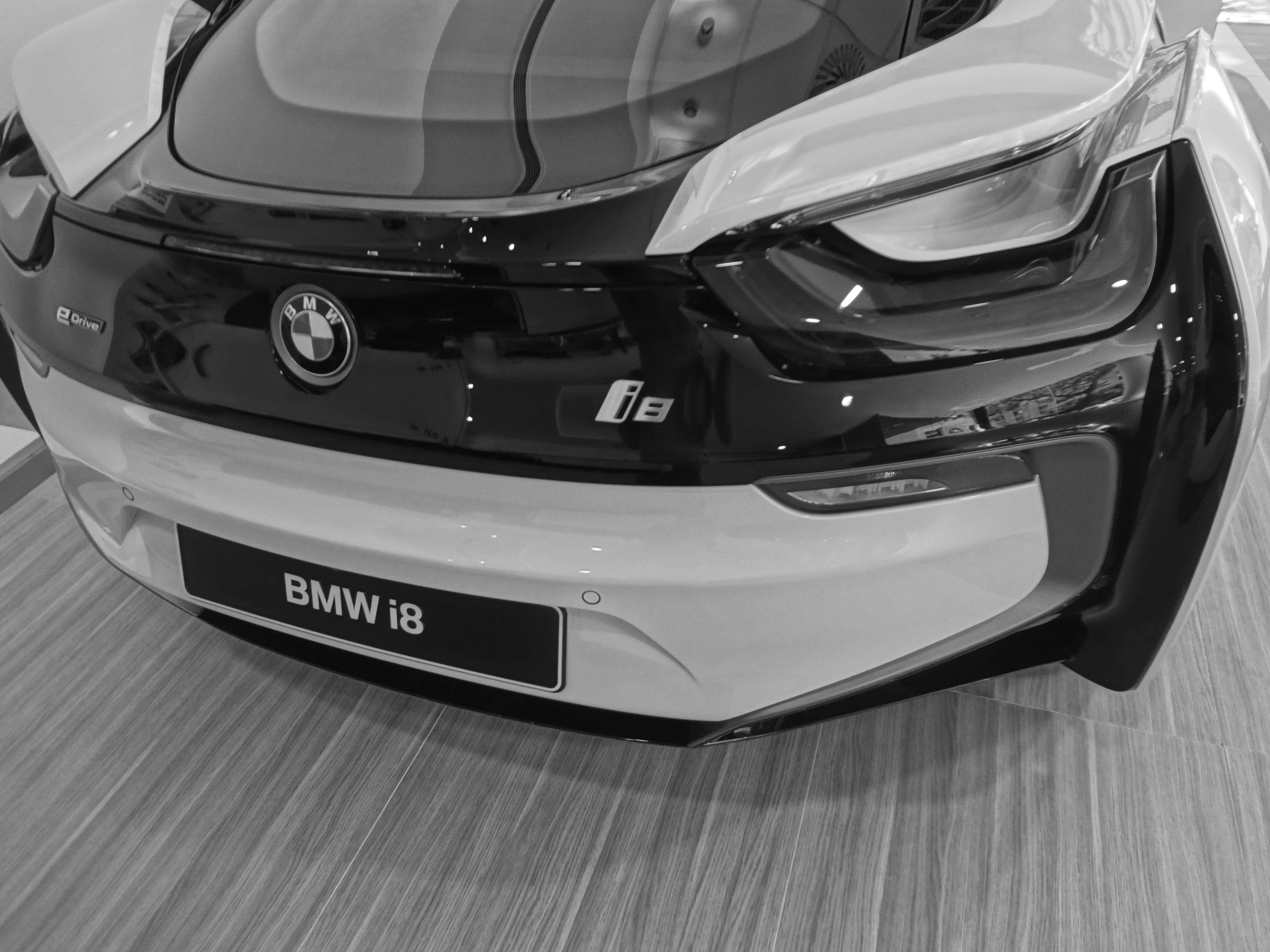
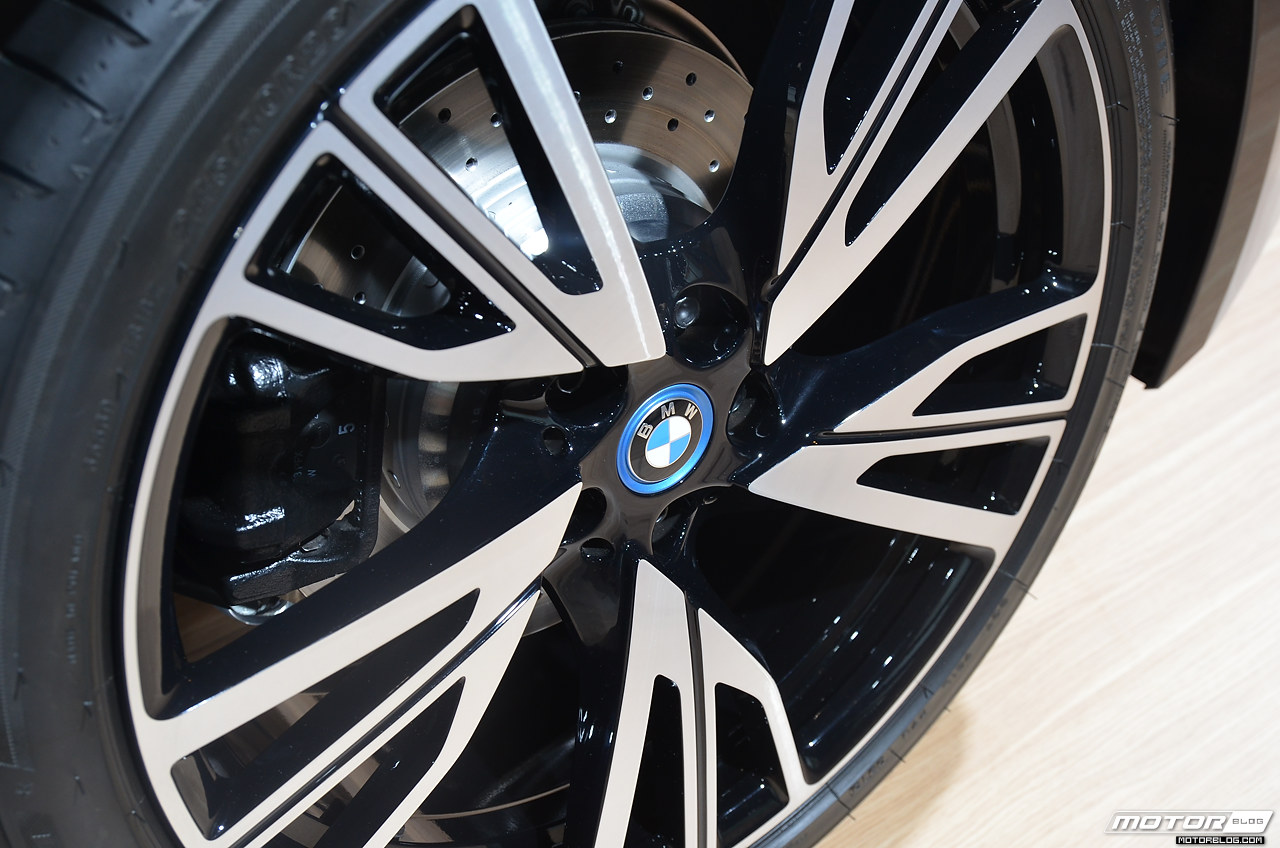
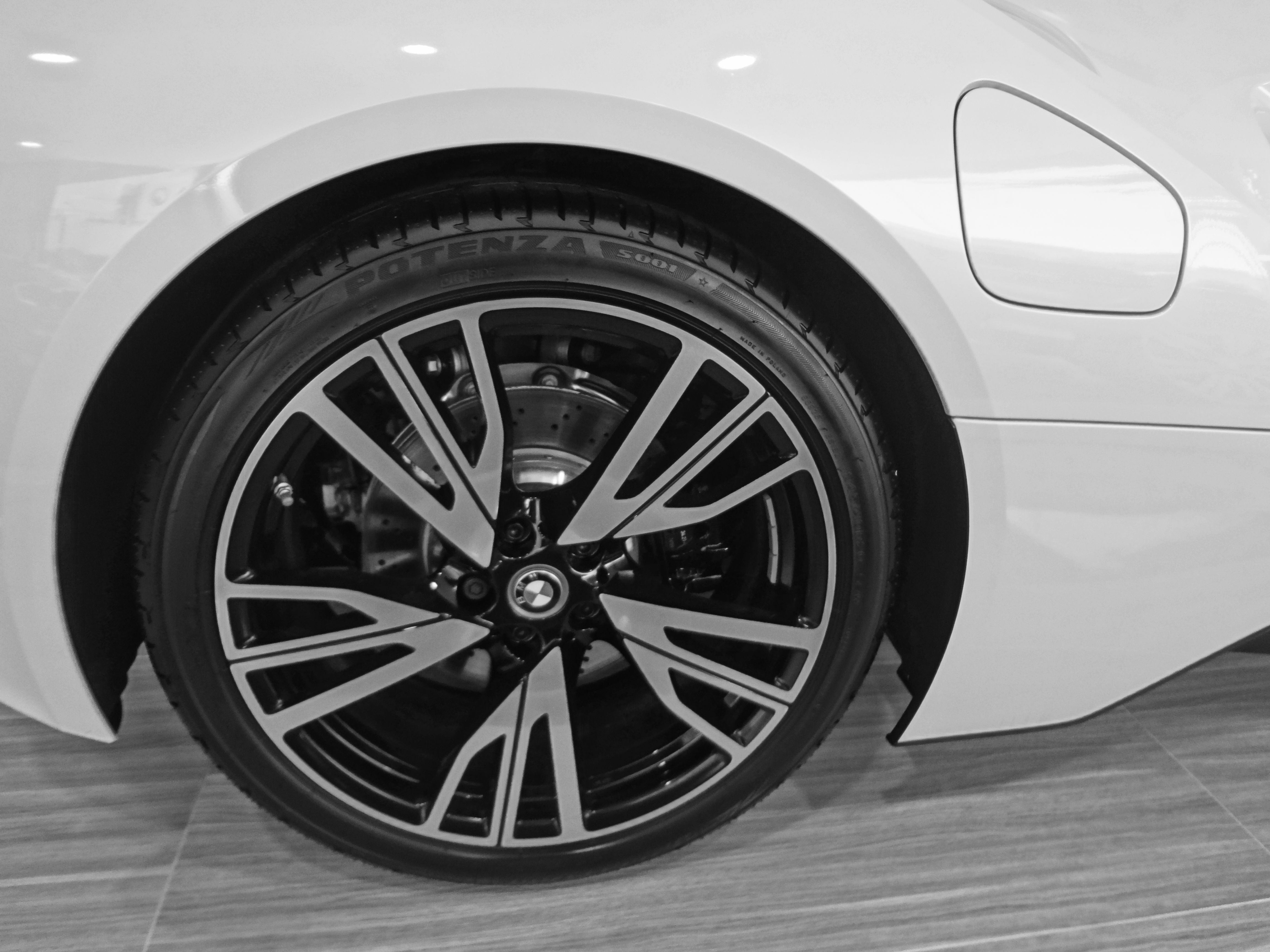
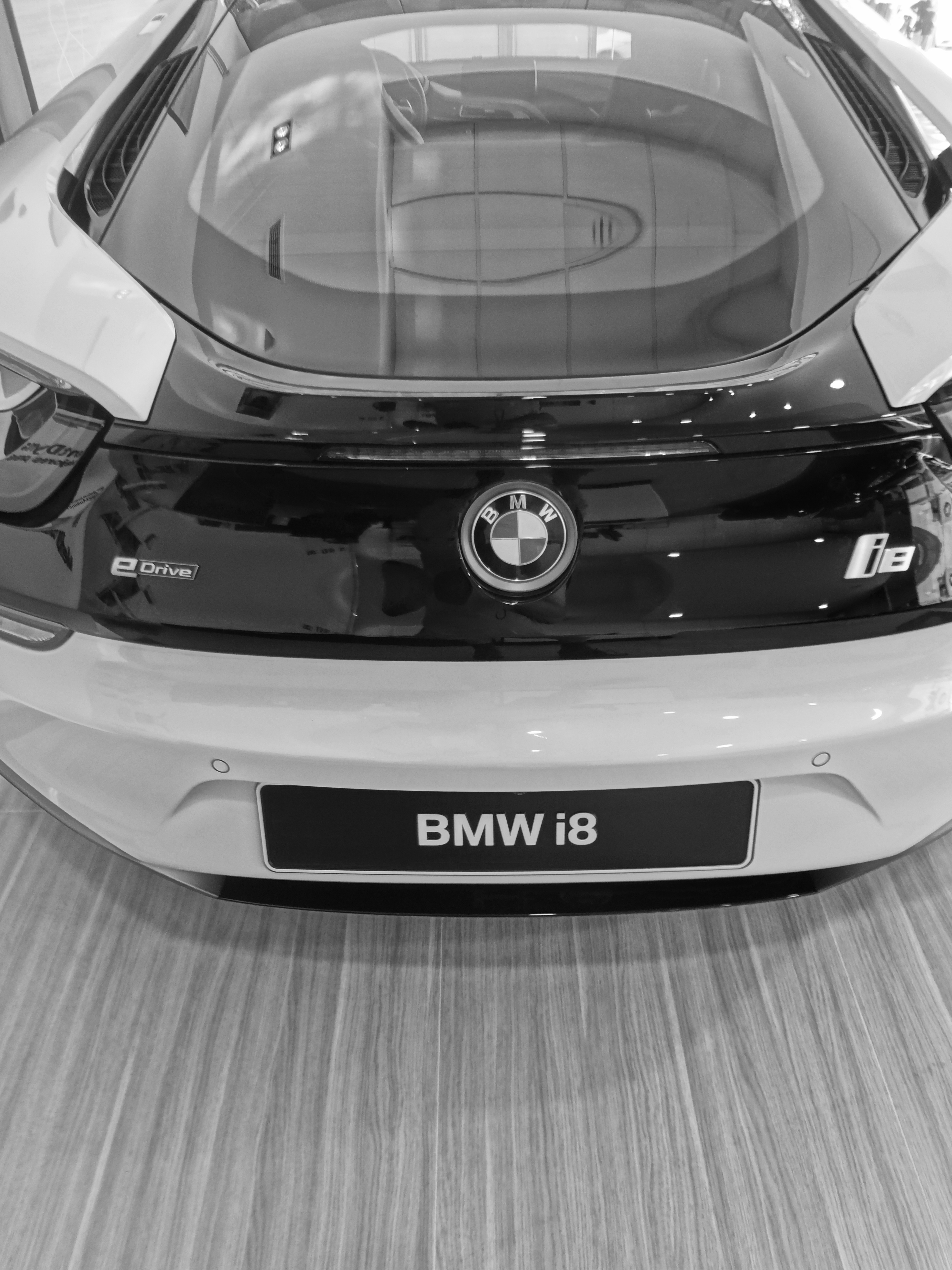

电动方程式的安全车为BMW i8担任。